# بوضر
بُوضُر قرية بالساحل التونسي، تقع بمعتمدية قصيبة المديوني من ولاية المنستير، وهي تبعد 14 كم عن مدينة المنستير. تعدّ 1.193 نسمة (2004)، وهي تكوّن بلدية بنان بوضر مع مدينة بنان. تشتهر بالفلاحة، وخاصة منها الزيتون واللوز والتين والعديد من الخضراوات.

## أعلام
- صالح كركر